# Rio Pojuca
O Rio Pojuca é um rio brasileiro que banha o estado da Bahia no Brasil, nasce no município de Santa Bárbara, passa nos municípios de Coração de Maria, Terra Nova, Pojuca e deságua no Oceano Atlântico, na Praia do Forte. O encontro das águas cria o cenário ideal para curtir o clima ensolarado do município de Mata de São João, no Litoral Norte da Bahia. A união das águas do Pojuca com o mar separa as praias de Guarajuba, ao sul, e do Forte, ao norte.

## História
O Pojuca corre numa vasta extensão do município de Terra Nova. Noutros tempos foi fonte de abastecimento de água, para a Estrada de Ferro (até o ano de 1964) e também para a Usina Terra Nova (até o ano de 1972). A Usina construiu uma barragem de cimento, próxima à Ponte, para represar parte das águas do Pojuca. Por um canal natural na margem direita do rio passava uma parte da água, represada por um açude que era chamado de Cantagalo. Era do Cantagalo, que a fábrica de açúcar bombeava a água para suas caldeiras. Para evitar que a represa transbordasse foi adicionado um sangradouro — um tubo subterrâneo — que jogava a água para o outro lado, de uma altura de mais ou menos dois metros, criando uma grande bacia, onde as mulheres aproveitavam para lavar roupa e a garotada.